# 학생부군신위
학생부군신위는 1996년 공개된 대한민국의 코미디 영화이다.

## 배역
- 최성 : 아버지 역
- 문정숙 : 어머니 역
- 권성덕 : 호상 역
- 정하현 : 혜리 역
- 주진모 : 찬길 역
- 방은진 : 금단 역

## 수상
- 1996년 제32회 백상예술대상
  - 영화부문 대상 - 박철수
  - 영화부문 작품상
  - 영화부문 감독상 - 박철수
- 1996년 제34회 대종상
  - 남우조연상 - 김일우
  - 시나리오상 - 김상수, 김상학